# 3103 Eger
3103 Eger je asteroid, ki spada med Apolonske asteroide. Asteroid Eger na svoji poti prečka tudi tirnico Marsa, precej se približa tudi Zemlji. Zadnjič se je najbolj približal Zemlji v avgustu 2006 na razdaljo 19,2 Gm in v avgustu 2011 na razdaljo 22,9 Gm.

## Odkritje
Asteroid Eger je 20. januarja 1982 odkril Miklós Lovas. Asteroid je poimenoval po mestu Eger na Madžarskem.

## Lastnosti
Asteroid Eger je ob asteroidu Vesti edini asteroid, za katerega z veliko verjetnostjo lahko trdimo, da je starševski asteroid. Vesta je starševski asteroid za meteorite iz skupin howarditov, evkritov in diogenitov. Eger je starševsko telo za meteorite iz skupine aubritov. Zelo je podoben asteroidu 434 Madžarska. Verjetno izhaja iz notranjega dela asteroidnega pasu. Prištevajo ga tudi med blizuzemeljske asteroide. Vsebuje enstatit brez železa in je vir enstatitnih ahondritov.